# Čeradice
Čeradice (deutsch Tscheraditz) ist eine Gemeinde im Okres Louny des Ústecký kraj im nördlichen Tschechien. 

## Geschichte
Die Gemeinde gehörte zur Zeit des Königreichs Böhmen zum Bezirk Saaz. Der Ort hat ca. 240 Einwohner. Die Fläche der Gemeinde beträgt 1265 ha. 
Nach dem Münchner Abkommen wurde der Ort dem Deutschen Reich zugeschlagen und gehörte bis 1945 zum Landkreis Saaz.
Das Durchschnittsalter (2006) beträgt 36,5 Jahre.

## Gemeindegliederung
Die Gemeinde Čeradice besteht aus den Ortsteilen Čeradice (Tscheraditz), Kličín (Klitschin) und Větrušice (Wetruschitz), die zugleich auch Katastralbezirke bilden.